# Deisy Peña
Deisy Peña (c. 1984) es una reportera gráfica venezolana. Ha trabajado como fotógrafa para la alcaldía del municipio Carrizal, del estado Miranda. Deisy fue detenida el 2 de agosto de 2024, pocos días después de las elecciones presidenciales de Venezuela el mismo año. Tanto el Colegio Nacional de Periodistas (CNP) como el Sindicato Nacional de Trabajadores de la Prensa (SNTP) denunciaron que Peña fue detenida por tener en su teléfono fotografías de las protestas ocurridas en el municipio Carrizal el 30 de julio.

## Carrera
Deisy tiene más de veinte años de experiencia como reportera gráfica en los principales medios de comunicación del estado Miranda. En el momento de su detención, se desempeñaba como fotógrafa para la alcaldía del municipio Carrizal.

## Detención
Deisy fue detenida mientras iba en la calle alrededor de las 6:30 a.m. del 2 de agosto de 2024, en la gasolinera Los Nuevos Teques, por la policía regional en el municipio Guaicaipuro del estado Miranda, pocos días después de las elecciones presidenciales el mismo año. El arresto se realizó sin una orden de aprehensión y sin explicación de motivos. Su familia la encontró recluida seis horas después de las instalaciones de la Dirección de Inteligencia Policial (DIP) de Quebrada Honda, en Caracas. Posteriormente fue trasladada a la cárcel de mujeres en Ocumare del Tuy, donde ha permanecido recluida desde el 5 de agosto.
El 7 de agosto fue presentada ante un tribunal especial con competencia en terrorismo en una audiencia telemática, siendo imputada por delitos de terrorismo. Tanto el Colegio Nacional de Periodistas (CNP) como el Sindicato Nacional de Trabajadores de la Prensa (SNTP) denunciaron que Peña fue detenida por tener en su teléfono fotografías de las protestas ocurridas en el municipio Carrizal el 30 de julio. Los periodistas Yousner Alvarado, Paul León y José Gregorio Carnero también fueron imputados por delitos de terrorismo.
La alcaldía del municipio Carrizal ha expresado su solidaridad con Deisy, y el CNP y el SNTP han denunciado su detención.El Comité para la Protección de los Periodistas (CPJ) le pidió a las autoridades venezolanos retirar los cargos de terrorismo contra los periodistas detenidos después de las elecciones presidenciales en el país.

## Vida personal
Deisy tiene tres hijos.